# 白腹锦鸡
白腹锦鸡（学名：Chrysolophus amherstiae），俗稱笋鸡、衾鸡、铜鸡、宽宽鸡、花箐鸡（雄）、麻箐鸡（雌），是一類中等体形的鳥类，计入尾羽雄性体长可达1.2－1.4米，本物种雄雌异形异色，外貌變化較大。

## 拉丁學名
屬名來自古希臘語khrusolophos，“金色的皇冠”。英文名稱和amherstiae是為了紀念Sarah Amherst女士，她負責在1828年將這隻鳥的第一個標本送到倫敦，白腹錦雞在IUCN瀕危物种红色名錄中被評估為最無危的物種。

## 生物特征
雄性头顶为小块带有金属光泽的绿色羽毛，在绿色区域之后有橙红色羽冠；眼周皮肤裸露为蓝色；后颈、颈侧直至肩部乃至上背的羽毛白色，具黑色羽缘，这些羽毛呈覆瓦状排列，规律而紧凑，形成一件白色甲叶披肩；颌部、喉部、颊部和前颈为类似头顶的金属绿色；胸部、上背、双肩和翼上覆羽的羽毛亦为金属绿色但颜色略浅，具黑色羽缘，与颈部羽毛一样规律而紧凑地呈覆瓦状排列；飞羽蓝色带金属光泽；腰部橘黄色，尾上覆羽略长，羽端亦呈鲜亮的橘黄色，垂落于尾羽两侧；尾羽甚长，以白色为基色具宽阔的黑色横纹，黑色横纹间有不规则的较细的黑色点斑，外侧尾羽的羽缘逐渐过渡到褐色；整个腹部则为雪白色。
雌性与红腹锦鸡的雌鸟及其相似，但体形略大。虹膜为褐色；喙和足蓝灰色。

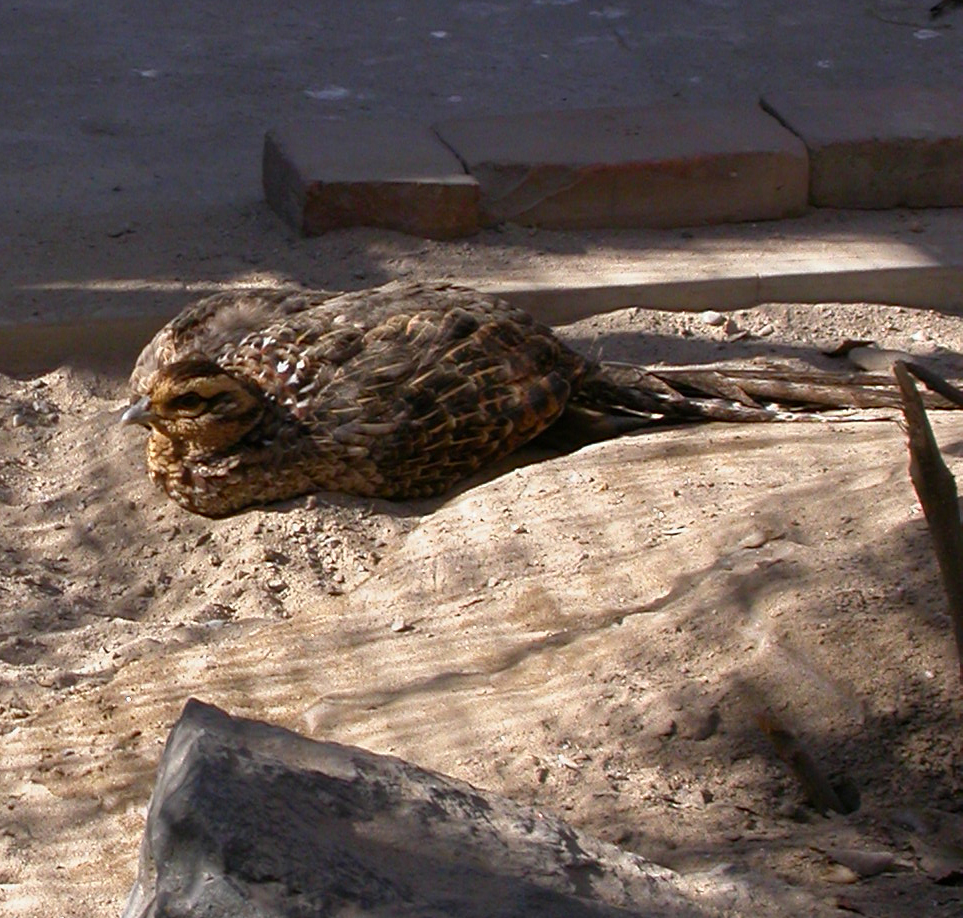
在进行沙浴的白腹锦鸡雌鸟
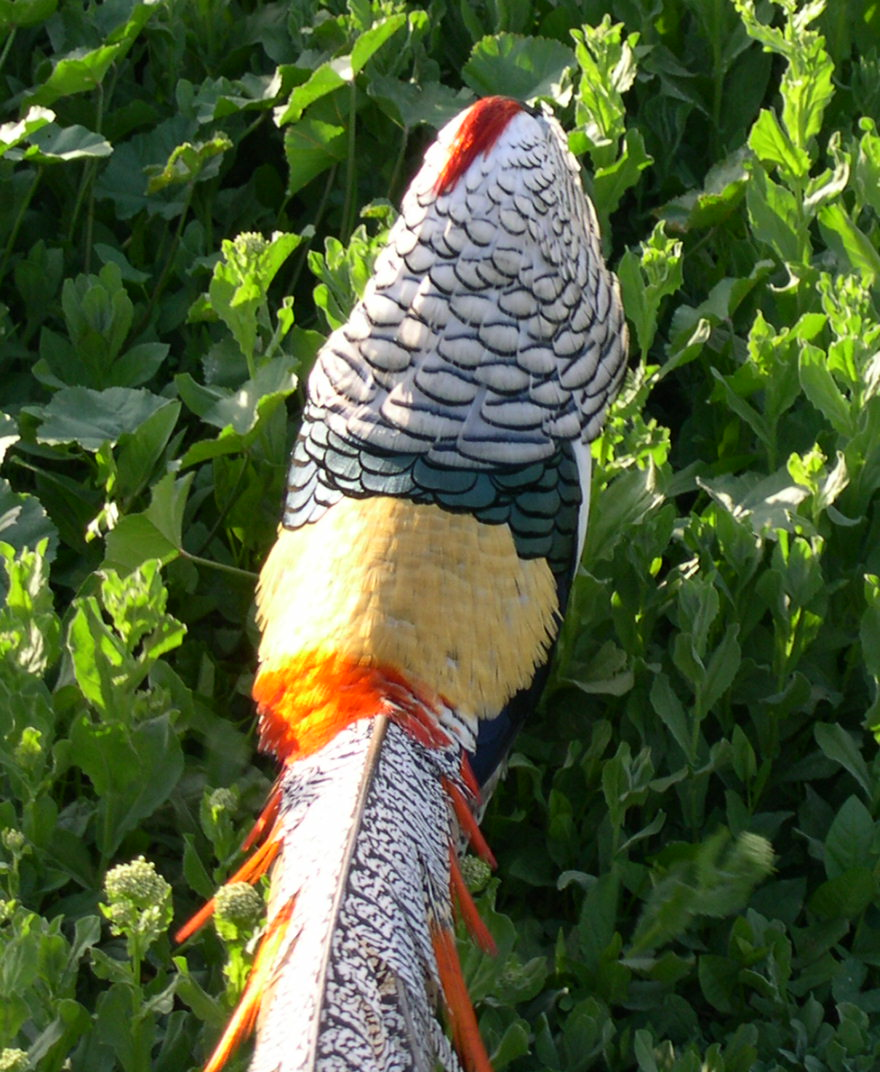
背
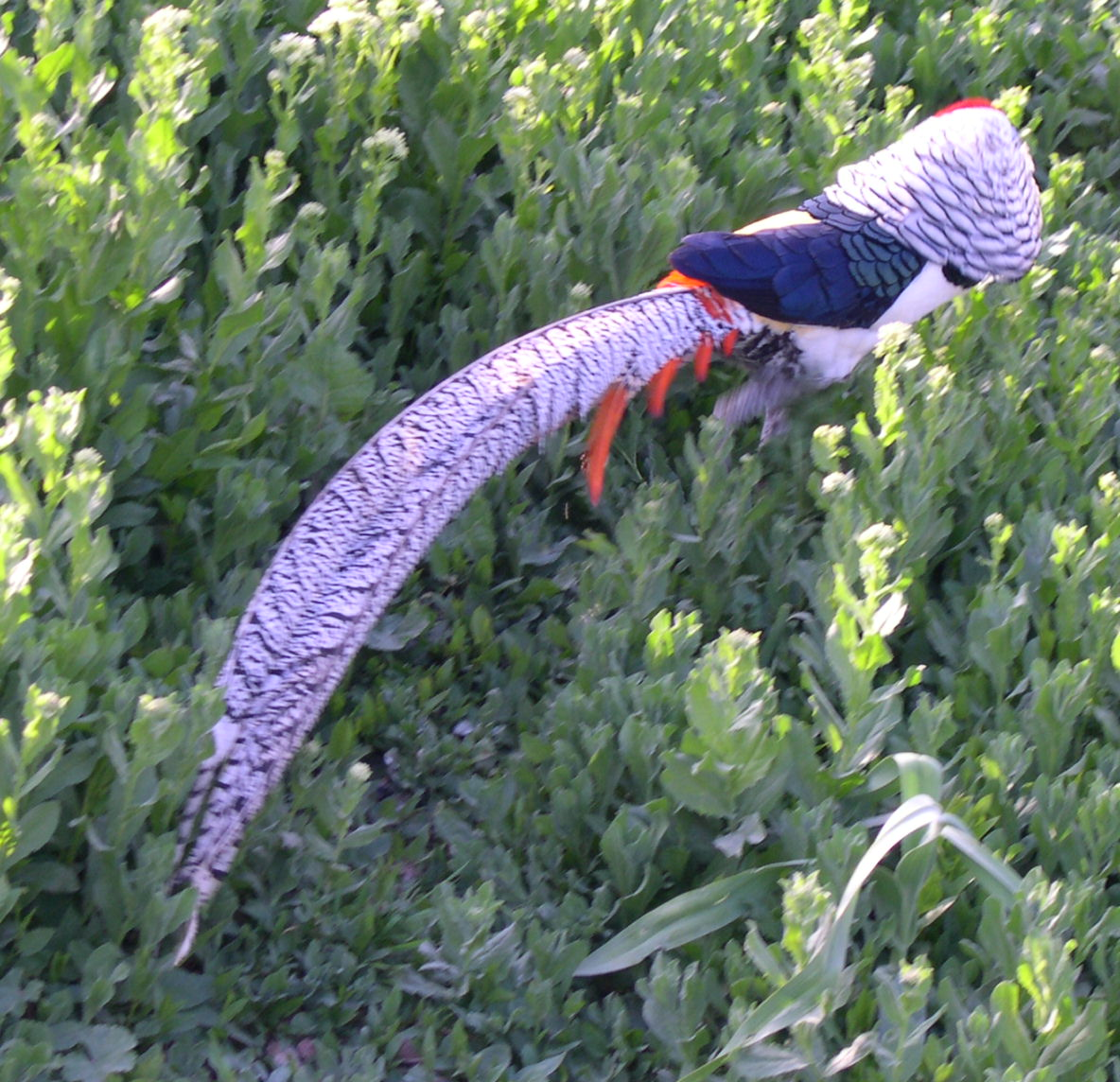
侧
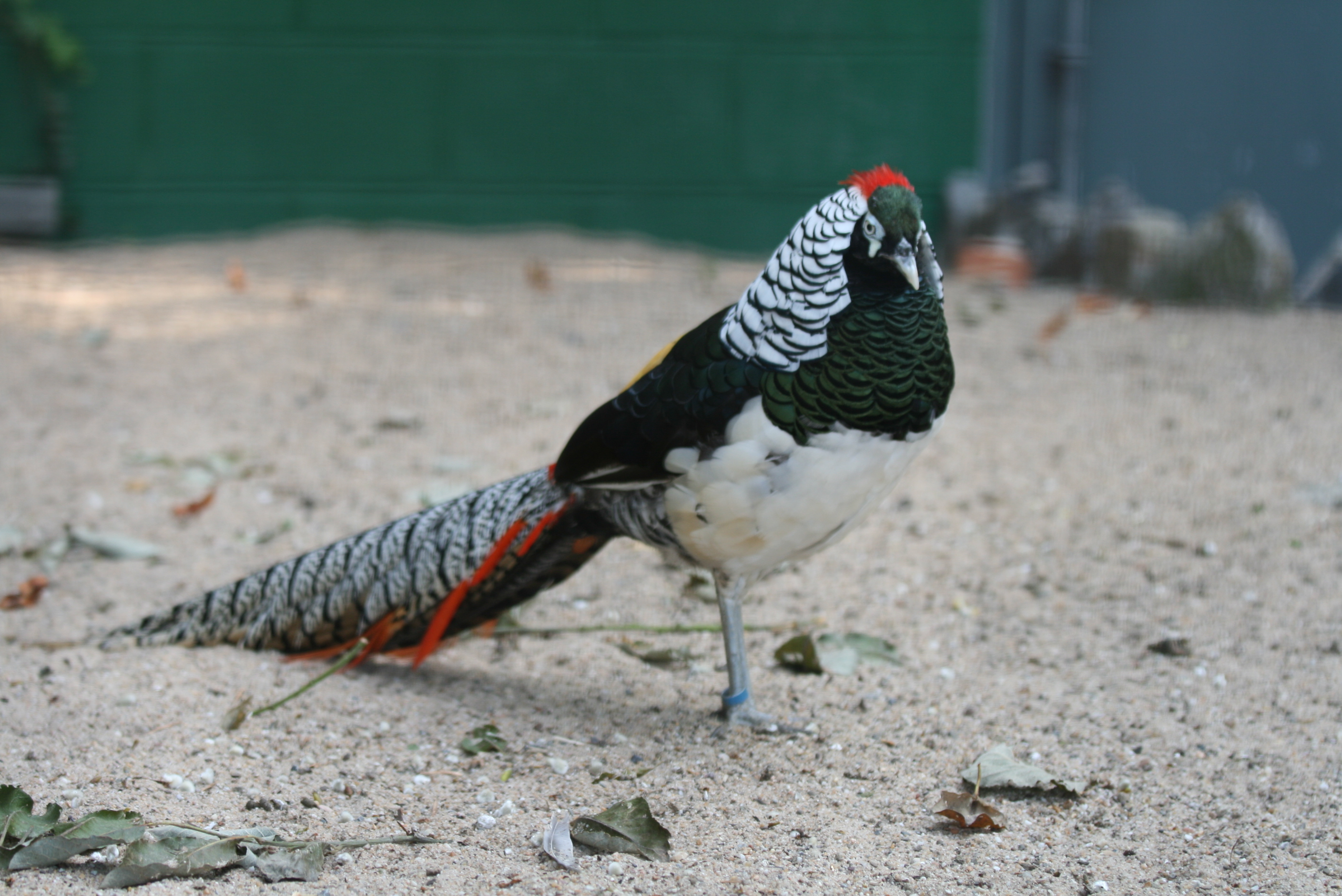
雄鳥
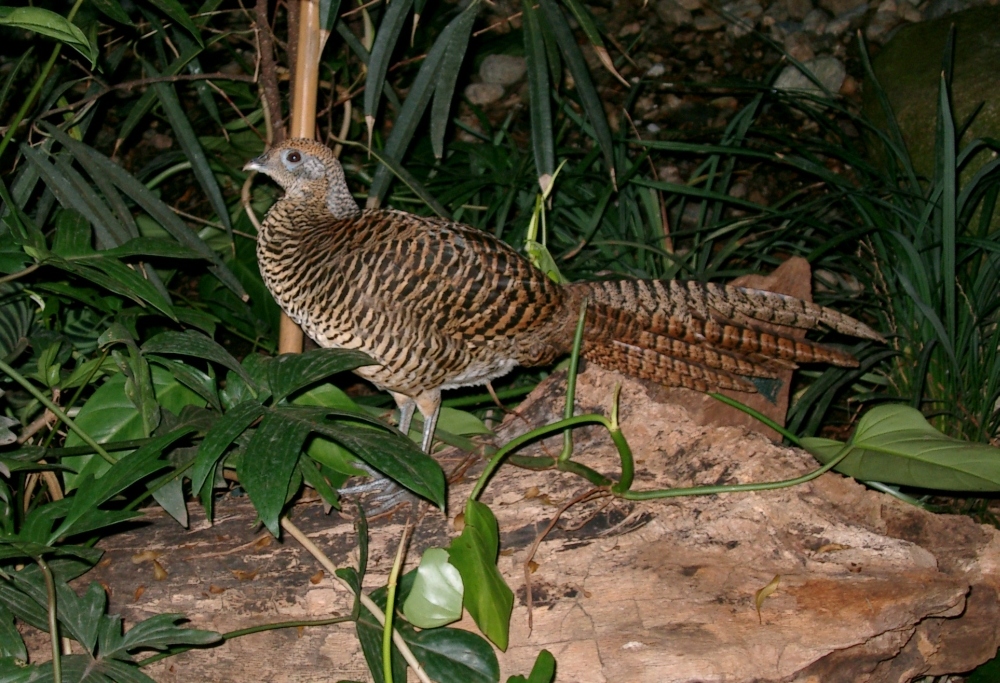
雌鳥

### 食物
白腹锦鸡为植食性鸟类，喜取食各种农作物、植物的种子等，民间传说本物种嗜食竹笋，故俗名笋鸡。

### 生态环境
白腹锦鸡栖息在中海拔山地，其分布海拔要高于同属的红腹锦鸡，与后者相同的是，他们都选择多岩石少植被的区域活动，本物种常出没于灌丛矮树间，随季节变化有较明显的迁移行为，冬宿山麓夏攀山脊。
2004年起台灣陽明山有紅腹錦雞及白腹錦雞於中海拔山區覓食足跡。

### 分布地域
白腹锦鸡主要分布在中国西南山区，见于西藏东南部、四川中部西南部、贵州西部、云南大部；在缅甸东北部亦有本物种分布。
自清朝國民政府來台，台灣人喜歡金雞及白腹錦雞(銀雞)，不少愛鳥人士也引入飼養。

## 繁殖与保护
据北京动物园的研究，本物种在人工饲养环境下于每年5-6月间发情，发情期间雄鸟有追逐、炫耀等行为。每巢产卵10－20枚孵化期为22－24天  
- 中国国家重点保护等级：二级 生效年代：1989年
- 中国濒危动物红皮书等级：易危 生效年代：1996年

### 濒危因素
栖息地破坏和非法捕猎是对本物种最大的威胁，由于白腹锦鸡分布地域经济发展水平较低人口密度大，因而农耕地的开垦日益扩大，森林面积日趋减少，白腹锦鸡的栖息环境受到严重破坏；白腹锦鸡漂亮的外表也使他成为非法捕猎的目标；除了以上原因，中医传统理论认为本物种去羽毛及內臟的肉有止血解毒的功能在一定程度上刺激了对本物种的非法捕猎。